# Willebroek

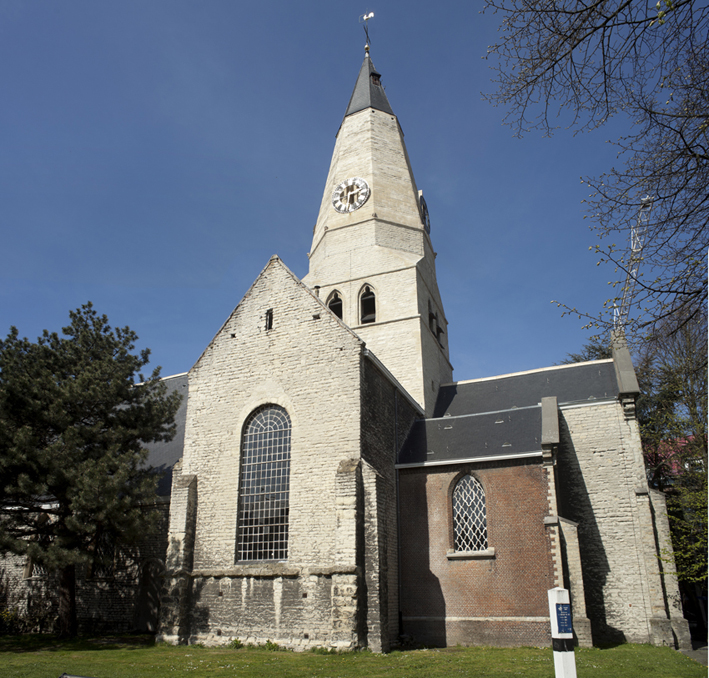
Sint-Niklaaskerk

Willebroek is een plaats en gemeente in de provincie Antwerpen. De gemeente telt ruim 28.000 inwoners. Willebroek is de hoofdplaats van het gelijknamige gerechtelijk kanton, maar behoort tot het kieskanton Mechelen. Ten zuidwesten van het centrum is de wijk Willebroek-Stad gelegen. Het is dus niet de hoofdkern van de gemeente.

## Geografie

### Kernen
Naast Willebroek zelf bestaat de gemeente nog uit de deelgemeenten Blaasveld, Heindonk en Tisselt. Ten noorden van het centrum van Willebroek, tegen de Rupel, ligt het gehucht Klein-Willebroek.

### Deelgemeenten
| # | Naam       | Opp. (km²) | Inwoners (2020) | Inwoners per km² | NIS-code |
| - | ---------- | ---------- | --------------- | ---------------- | -------- |
| 1 | Willebroek | 10,59      | 18.282          | 1.726            | 12040A   |
| 2 | Blaasveld  | 4,53       | 4.382           | 967              | 12040C   |
| 3 | Heindonk   | 3,68       | 707             | 192              | 12040B   |
| 4 | Tisselt    | 8,55       | 3.449           | 403              | 12040D   |

### Hydrografie
Willebroek ligt nabij de Rupel en wordt doorsneden door het Zeekanaal Brussel-Schelde.

## Bezienswaardigheden
- De Sint-Niklaaskerk
- De Heilige Familiekerk, gesloopt

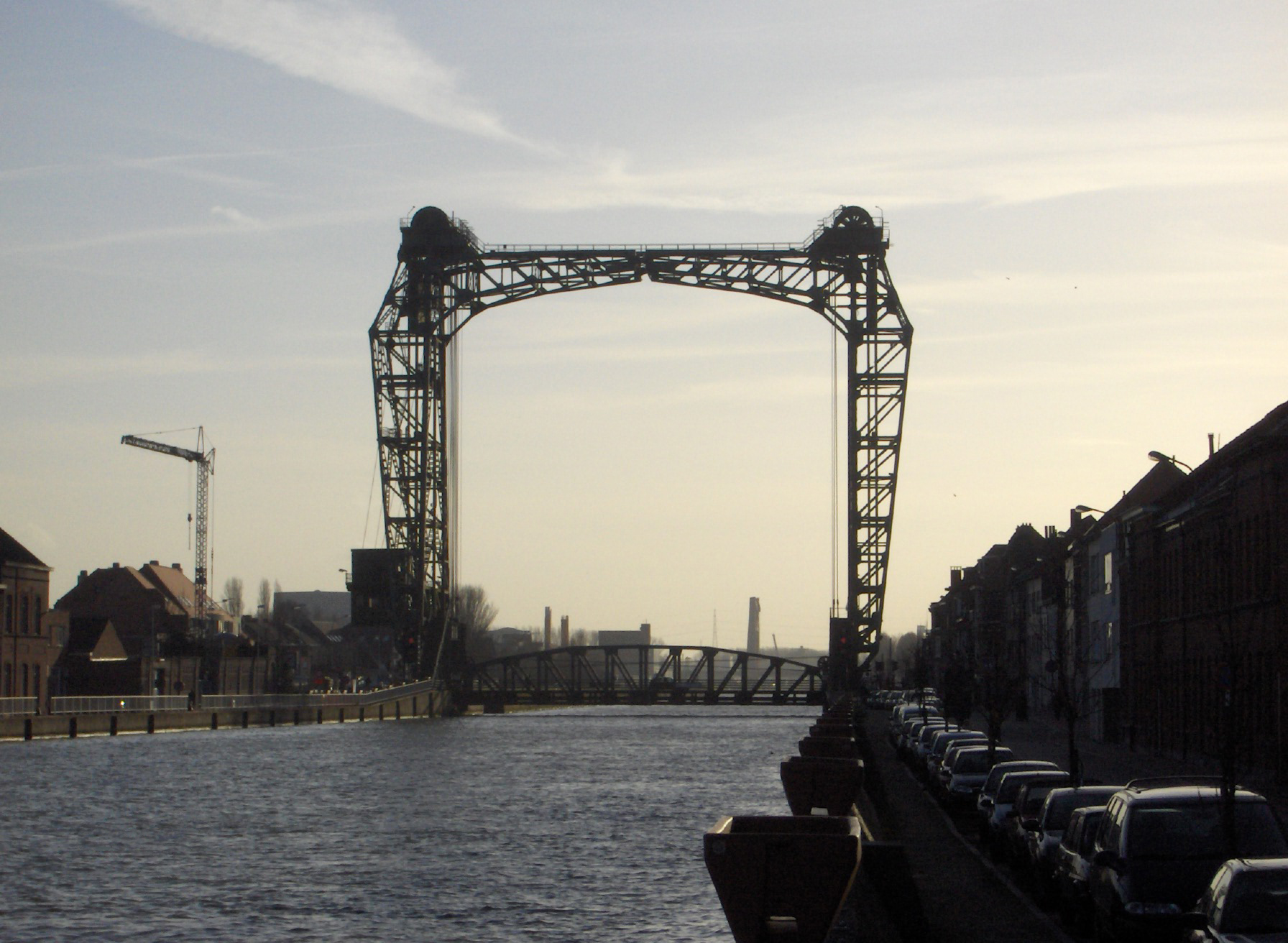
Vredesbrug over het kanaal Brussel-Schelde

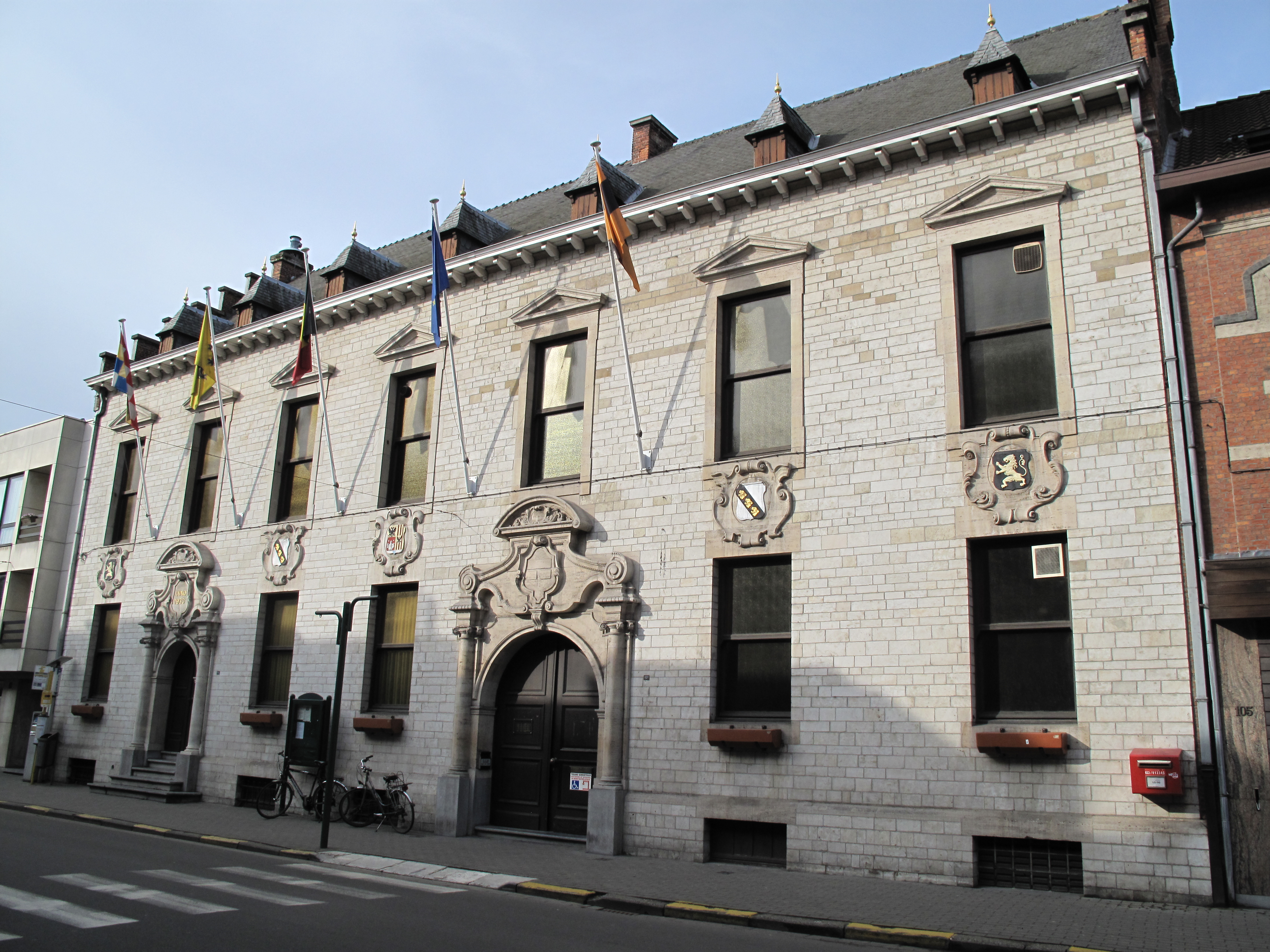
Gemeentehuis

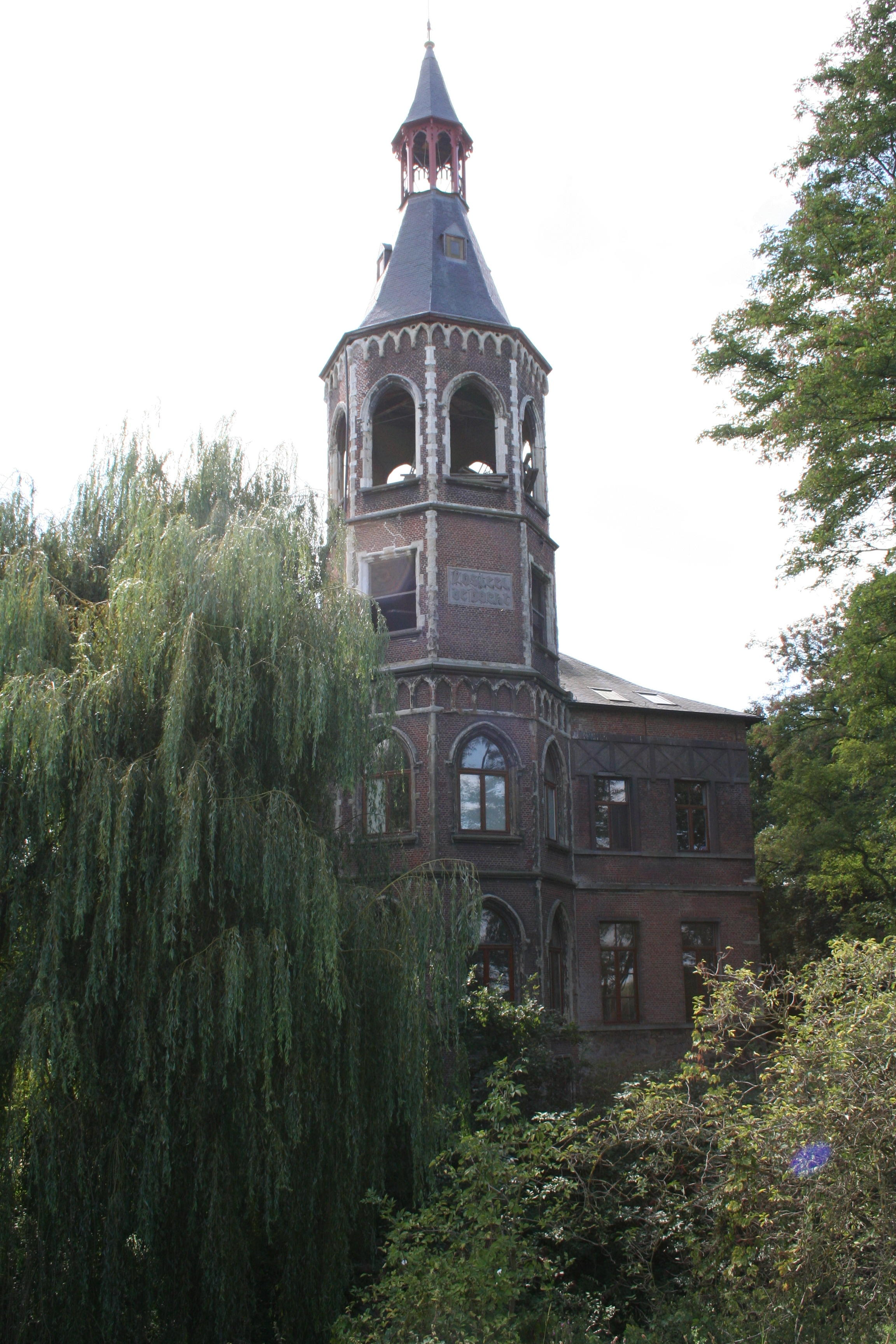
Kasteel De Bocht

- De Heilig Kruiskerk aan de Ringlaan, gesloopt
- De Sint-Jozef Ambachtsmankapel
- Het Kasteel De Kraag aan de Groene Laan
- Het Fort van Breendonk
- Brug van Willebroek, ook wel Brug der Zuchten genoemd, en officieel Vredesbrug, in het centrum van Willebroek over het Zeekanaal Brussel-Schelde
- Hazewinkel, recreatiedomein met o.a. olympische roeibaan
- Natuurpark Het Blaasveld Broek (Blaasveld)[1]
- Klein-Willebroek met zijn jachthaven en historisch sashuis (1608)

## Natuur en landschap
Willebroek is een sterk verstedelijkte en geïndustrialiseerde plaats, gelegen aan het Zeekanaal Brussel-Schelde. Binnen de gemeente vinden we volgende natuurgebieden: Blaasveldbroek, Broek De Naeyer, Biezenweiden en Stuifzandrug.

## Economie
Tot in de 19e eeuw leefde de bevolking van landbouw en scheepvaart, afgezien van enkele brouwerijen, jeneverstokerijen en linnenblekerijen. In 1860 kwam de eerste grote industrie: Louis De Naeyer richtte een papier- en stoomketelfabriek op. Vanaf 1863 liet hij ook woonwijken voor de arbeiders bouwen. In 1875 volgde de S.A. de Construction et des Ateliers de Willebroeck, een metaalconstructiebedrijf. In 1901 kwam er een cokesfabriek, de Association Métallurgique pour la Fabrication du Coke. In 1928 werd een stikstofbindingsbedrijf opgericht: de ASED (Ammoniaque Synthétique et dérivés). Deze gebruikte het cokesovengas als grondstof. De cokesfabriek werd in 1978 gesloten. De ammoniakfabriek kwam in 2017 in handen van het Imerys-concern.

## Demografie

### Demografische ontwikkeling voor de fusie
- Bronnen:NIS, Opm:1806 tot en met 1970=volkstellingen; 1976 = inwoneraantal op 31 december

### Demografische ontwikkeling van de fusiegemeente
Alle historische gegevens hebben betrekking op de huidige gemeente, inclusief deelgemeenten, zoals ontstaan na de fusie van 1 januari 1977.
- Bronnen:NIS, Opm:1806 tot en met 1981=volkstellingen; 1990 en later= inwonertal op 1 januari

| Inwoners van jaar tot jaar op 1 januari 1992 tot heden | Inwoners van jaar tot jaar op 1 januari 1992 tot heden | Inwoners van jaar tot jaar op 1 januari 1992 tot heden |
| jaar                                                   | Aantal                                                 | Evolutie: 1992=index 100                               |
| ------------------------------------------------------ | ------------------------------------------------------ | ------------------------------------------------------ |
| 1992                                                   | 22.179                                                 | 100,0                                                  |
| 1993                                                   | 22.178                                                 | 100,0                                                  |
| 1994                                                   | 22.192                                                 | 100,1                                                  |
| 1995                                                   | 22.289                                                 | 100,5                                                  |
| 1996                                                   | 22.340                                                 | 100,7                                                  |
| 1997                                                   | 22.457                                                 | 101,3                                                  |
| 1998                                                   | 22.423                                                 | 101,1                                                  |
| 1999                                                   | 22.511                                                 | 101,5                                                  |
| 2000                                                   | 22.508                                                 | 101,5                                                  |
| 2001                                                   | 22.556                                                 | 101,7                                                  |
| 2002                                                   | 22.622                                                 | 102,0                                                  |
| 2003                                                   | 22.687                                                 | 102,3                                                  |
| 2004                                                   | 22.838                                                 | 103,0                                                  |
| 2005                                                   | 22.889                                                 | 103,2                                                  |
| 2006                                                   | 23.044                                                 | 103,9                                                  |
| 2007                                                   | 23.300                                                 | 105,1                                                  |
| 2008                                                   | 23.660                                                 | 106,7                                                  |
| 2009                                                   | 23.965                                                 | 108,1                                                  |
| 2010                                                   | 24.204                                                 | 109,1                                                  |
| 2011                                                   | 24.527                                                 | 110,6                                                  |
| 2012                                                   | 24.825                                                 | 111,9                                                  |
| 2013                                                   | 25.059                                                 | 113,0                                                  |
| 2014                                                   | 25.327                                                 | 114,2                                                  |
| 2015                                                   | 25.446                                                 | 114,7                                                  |
| 2016                                                   | 25.745                                                 | 116,1                                                  |
| 2017                                                   | 26.088                                                 | 117,6                                                  |
| 2018                                                   | 26.223                                                 | 118,2                                                  |
| 2019                                                   | 26.462                                                 | 119,3                                                  |
| 2020                                                   | 26.826                                                 | 121,0                                                  |
| 2021                                                   | 27.081                                                 | 122,1                                                  |
| 2022                                                   | 27.436                                                 | 123,7                                                  |
| 2023                                                   | 27.773                                                 | 125,2                                                  |
| 2024                                                   | 28.248                                                 | 127,4                                                  |
| 2025                                                   | 28.620                                                 | 129,0                                                  |

## Politiek

### Structuur
De gemeente Willebroek maakt deel uit van het kieskanton Mechelen, gelegen in het provinciedistrict Mechelen, het kiesarrondissement Mechelen-Turnhout en ten slotte de kieskring Antwerpen.
| Willebroek       | Willebroek       | Supranationaal         | Nationaal                         | Nationaal           | Gemeenschap         | Gewest              | Provincie           | Arrondissement    | Provinciedistrict | Kanton          | Gemeente        |
| ---------------- | ---------------- | ---------------------- | --------------------------------- | ------------------- | ------------------- | ------------------- | ------------------- | ----------------- | ----------------- | --------------- | --------------- |
| Administratief   | Niveau           | Europese Unie          | België                            | België              | Vlaanderen          | Vlaanderen          | Antwerpen           | Mechelen          | Mechelen          | Mechelen        | Willebroek      |
| Administratief   | Bestuur          | Europese Commissie     | Belgische regering                | Belgische regering  | Vlaamse regering    | Vlaamse regering    | Deputatie           | Deputatie         | Deputatie         | Deputatie       | Gemeentebestuur |
| Administratief   | Raad             | Europees Parlement     | Kamer van volksvertegenwoordigers | Vlaams Parlement    | Vlaams Parlement    | Vlaams Parlement    | Provincieraad       | Provincieraad     | Provincieraad     | Provincieraad   | Gemeenteraad    |
| Kiesomschrijving | Kiesomschrijving | Nederlands Kiescollege | Kieskring Antwerpen               | Kieskring Antwerpen | Kieskring Antwerpen | Kieskring Antwerpen | Kieskring Antwerpen | Mechelen-Turnhout | Mechelen          | Mechelen        | Willebroek      |
| Verkiezing       | Verkiezing       | Europese               | Federale                          | Federale            | Vlaamse             | Vlaamse             | Provincieraads-     | Provincieraads-   | Provincieraads-   | Provincieraads- | Gemeenteraads-  |

### Geschiedenis
Sinds 1921 was de socialistische partij steeds de grootste en was de burgemeester steeds socialistisch. Na de verkiezingen van 2012 is N-VA de grootste partij.

#### (Voormalige) Burgemeesters
| Tijdspanne | Tijdspanne   | Burgemeester                |
| ---------- | ------------ | --------------------------- |
|            | ? - ?        | Louis-Joseph Van den Broeck |
|            | 1846 - 1862  | Henri Van Berchem           |
|            | ...          |                             |
|            | 1885 - 1902  | Louis De Naeyer (LP)        |
|            | 1904 - 1914  | Robert Peeters (BWP)        |
|            | 1914 - 1920  | Henri Persoons (BWP)        |
|            | 1921 - 1928  | Auguste Van Landeghem (BWP) |
|            | 1928 - 1940  | Gaston Fromont (BWP)        |
|            | 1940 - 1944  | Constant Broeckmeyer        |
|            | 1944 - 1952  | Gaston Fromont (BWP)        |
|            | 1953 - 1978  | Jan Van Winghe (BSP)        |
|            | 1978 - 1991  | Hugo Adriaensens (SP)       |
|            | 1991 - 1999  | Louis Van Ighem (SP)        |
|            | 1999 - 2004  | Elsie De Wachter (sp.a)     |
|            | 2004 - 2012  | Marc De Laet (sp.a)         |
|            | 2013 - heden | Eddy Bevers (N-VA)          |

#### Legislatuur 2007 - 2012
Grote winnaar van de verkiezingen van 2006 werd Willebroek Anders. De partij haalde bijna 20%, goed voor 5 raadsleden.
In 2008 maakten de drie raadsleden van Willebroek Anders (Luc Spiessens, Leo Walbers en Ronny Somers) hun overstap naar N-VA bekend, ook een voormalig verkozene van het Vlaams Belang (Yolande Emmerechts) maakte de overstap naar N-VA. Eerder maakte ook Myriam Van Epperzeel reeds de overstap van Willebroek Anders naar N-VA. Hierdoor kreeg de partij 6 raadsleden, een meer dan kartelpartner CD&V. De partij Willebroek Anders werd hierop ontbonden.

#### Legislaturen 2013 - 2018
Burgemeester is Eddy Bevers (N-VA). Hij leidt een coalitie bestaande uit N-VA, CD&V en Open Vld. Samen vormen ze de meerderheid met 15 op 27 zetels.

#### Legislaturen 2019 - 2024
Bij de verkiezingen van 2018 versterkte de coalitie haar meerderheid met 18 op 27 zetels en besloten N-VA, CD&V en Open Vld Willebroek opnieuw samen te besturen(°). In december 2021 werd CD&V echter vervangen door Groen in de coalitie. De meerderheid werd toen 17 op 27 zetels(°°).

#### Legislatuur 2024 - 2030
Bij de verkiezingen van 2024 bleef N-VA de grootste partij met 13 zetels. Daarnaast behaalde Iedereen 2830, een kartellijst van Vooruit, CD&V en onafhankelijken, 11 zetels en het Vlaams Belang 5 zetels. Omdat geen beide lijsten met Vlaams Belang wilde samenwerken, was enkel een coalitie van N-VA en Iedereen 2830 mogelijk. De N-VA had echter problemen met de aanwezigheid van Karim Hassoun binnen Iedereen 2830, die werd beschouwd als te radicaal en polariserend, met name in het Israëlisch-Palestijns conflict, met beledigingen aan het adres van politici die eerder pro-Israëlische standpunten innamen en berichten waarin hij de omstreden organisaties Hamas en Hezbollah leek te eren. Omdat Iedereen 2830 lange tijd geen afstand wilde nemen van Hassoun en N-VA bleef vasthouden aan die eis, was het maandenlang onmogelijk om een bestuur te vormen. Uiteindelijk ging Iedereen 2830 overstag en werd Hassoun in januari 2025 uit de partij gezet. Daarop vormden N-VA en Iedereen 2830 een bestuur met Eddy Bevers (N-VA) als burgemeester en een meerderheid van 23 op 29 zetels.

#### Resultaten gemeenteraadsverkiezingen sinds 1976
| Partij of kartel     | Partij of kartel                                                         | 10-10-1976 | 10-10-1976 | 10-10-1982 | 10-10-1982 | 9-10-1988 | 9-10-1988 | 9-10-1994 | 9-10-1994 | 8-10-2000 | 8-10-2000 | 8-10-2006 | 8-10-2006 | 14-10-2012 | 14-10-2012 | 14-10-2018 | 14-10-2018 | 13-10-2024 | 13-10-2024 |
| Stemmen / Zetels     | Stemmen / Zetels                                                         | %          | 27         | %          | 27         | %         | 27        | %         | 27        | %         | 27        | %         | 27        | %          | 27         | %          | 29         | %          | 29         |
| -------------------- | ------------------------------------------------------------------------ | ---------- | ---------- | ---------- | ---------- | --------- | --------- | --------- | --------- | --------- | --------- | --------- | --------- | ---------- | ---------- | ---------- | ---------- | ---------- | ---------- |
|                      | AMADA1/ PVDA2                                                            | 0,31       | 0          | -          |            | -         |           | -         |           | -         |           | -         |           | -          |            | -          |            | 5,2        | 0          |
|                      | Agalev1/ Groen!2/ Groen3                                                 | -          |            | -          |            | -         |           | 6,071     | 1         | 6,771     | 1         | 6,182     | 1         | 5,873      | 1          | 11,83      | 3(°°)      | 4,03       | 0          |
|                      | SP1/ sp.a2/ Iedereen 2830D                                               | 43,871     | 13         | 45,891     | 14         | 49,81     | 15        | 41,961    | 13        | 32,91     | 10        | 29,712    | 9         | 29,802     | 9          | 26,92      | 8          | 32,4D      | 10+1       |
|                      | CVP1/ KARTELA/ CD&V+N-VAB/ CD&V2/ Iedereen 2830D                         | 38,731     | 12         | 30,31      | 9          | 41,37A    | 12        | 25,151    | 7         | 19,471    | 5         | 17,40B    | 5         | 11,782     | 3          | 15,32      | 4(°)       | 32,4D      | 10+1       |
|                      | VU-OG1/ VU2/ KARTELA/ VLD-VUC/ CD&V+N-VAB/ N-VA3/ N-VA Team EddyE        | 71         | 1          | 11,832     | 3          | 41,37A    | 12        | -         |           | 18,18C    | 5         | 17,40B    | 5         | 34,153     | 11         | 38,73      | 13         | 40,2E      | 13         |
|                      | PVV1/ VLD-VVD2/ VLD-VUC/ Willebroek Anders3 / Open Vld4/ N-VA Team EddyE | 7,131      | 1          | 6,351      | 1          | 5,611     | 0         | 11,192    | 3         | 18,18C    | 5         | 19,973    | 5         | 6,204      | 1          | 7,34       | 1          | 40,2E      | 13         |
|                      | Vlaams Blok1/ Vlaams Belang2                                             | -          |            | 0,711      | 0          | 3,211     | 0         | 13,441    | 3         | 21,591    | 6         | 24,222    | 7         | 8,942      | 2          | -          |            | 18,22      | 5          |
|                      | Anderen(*)                                                               | 2,96       | 0          | 4,92       | 0          | -         |           | 2,19      | 0         | 1,09      | 0         | 2,51      | 0         | 3,26       | 0          | -          |            | -          |            |
| Totaal stemmen       | Totaal stemmen                                                           | 16248      | 16248      | 16525      | 16525      | 16628     | 16628     | 16149     | 16149     | 16194     | 16194     | 16764     | 16764     | 16893      | 16893      | 17269      | 17269      | 12606      | 12606      |
| Opkomst %            | Opkomst %                                                                |            |            |            |            | 96,67     | 96,67     | 94,87     | 94,87     | 93,54     | 93,54     | 94,72     | 94,72     | 91,38      | 91,38      | 91,7       | 91,7       | 63,3       | 63,3       |
| Blanco en ongeldig % | Blanco en ongeldig %                                                     | 2,77       | 2,77       | 3,47       | 3,47       | 3,47      | 3,47      | 3,83      | 3,83      | 3,22      | 3,22      | 2,86      | 2,86      | 2,26       | 2,26       | 4,4        | 4,4        | 1,3        | 1,3        |

De rode cijfers naast de gegevens duiden aan onder welke naam de partijen telkens bij een verkiezing opkwamen.

De zetels van de gevormde meerderheid staan vetjes afgedrukt. De grootste partij is in kleur.
(*) 1976: KPB (1,54%), CENTR (1,42%) / 1982: GROEN (3,91%), GMB (0,45%), TRO.SOC (0,56%) / 1994: WLD (2,19%) / 2000: S.B. (1,09%) / 2006: Liberaal (2,51%) / 2012: EOS (2,84%), LDD (0,42%)

## Cultuur

### Muziek
- Wannes Van de Velde zong in 1988 het lied: De Brug Van Willebroek.
- DJ's Dimitri Vegas & Like Mike zijn opgegroeid in Willebroek

### Culinair
- Schep; stoofvlees van paardenvlees, geserveerd met brood of frietjes, zeer populair tijdens de jaarmarkt in Willebroek. Dit gerecht is historisch gegroeid uit de verkoop van oude trekpaarden die gebruikt zijn langs de Willebroekse Vaart.

## Bekende Willebroekenaars

### Geboren in Willebroek
- Hector Le Blus (1850 - 1906), arts en politicus
- Albert Hambresin (1850 - 1938), beeldhouwer
- Joseph Sebrechts (1885 - 1948), chirurg in Brugge
- Tine Rabhooy (1901 - 1987), auteur en dichteres
- Jan Adriaensens (1931), wielrenner
- Louis Van den Broeck (1834 - 1919), politicus
- Achiel Braet (1950), paralympisch atleet
- Frans Violet (1954), dirigent, muziekpedagoog en trompettist
- Koen Blijweert (1956-2021), zakenman en lobbyist
- Fons De Wolf (1956), wielrenner
- Jef De Smedt (1956), acteur
- François De Keersmaecker (1958), voormalig voorzitter van de KBVB
- Annelies Bredael (1965), roeister
- Peter De Ridder (1970), syndicalist en politicus
- Nancy Callaerts (1971), atlete
- Dario De Borger (1992), atleet

### Woonachtig geweest
- Hugo Adriaensens (1927 - 2000), politicus

## Partnersteden
- Boussu (België)
- Kiremba (Burundi)

## Nabijgelegen kernen
Klein-Willebroek, Kalfort, Breendonk, Blaasveld